# Ruth Ben-Ghiat
Ruth Ben-Ghiat es una historiadora y crítica cultural estadounidense de origen judío y escocés. Su producción académica ha incluido el estudio del fascismo y los dirigentes autoritarios.

## Biografía
Nacida en los Estados Unidos, hija de un padre judío sefardí nacido en Israel y una madre escocesa, se crio en Pacific Palisades (California). Se graduó en Historia por UCLA y se doctoró en historia comparativa por la Universidad de Brandeis. Miembro de la American Historical Association (AHA) desde 1990, es profesora de Historia y Estudios italianos en la Universidad de Nueva York. Colabora de forma habitual en cnn.com, The Atlantic y The Huffington Post.

## Obras
- Ben-Ghiat, Ruth (2001). Fascist Modernities: Italy, 1922–1945. Berkeley and Los Angeles: University of California Press.[6]
- Ben-Ghiat, Ruth (2015). Italian Fascism’s Empire Cinema. Bloomington, IN: University of Indiana Press.[7]